# Nancy H. Kleinbaum
 (janvier 2009).
Si vous disposez d'ouvrages ou d'articles de référence ou si vous connaissez des sites web de qualité traitant du thème abordé ici, merci de compléter l'article en donnant les références utiles à sa vérifiabilité et en les liant à la section « Notes et références ».
Nancy Horowitz Kleinbaum est une auteure et journaliste américaine née le 30 août 1948.

## Œuvres parues en français
- D.A.R.Y.L.  (trad. J. Sandrois), Paris, Livre de poche, 1986, 126 p. (ISBN 2-253-03846-6)
- Le Cercle des poètes disparus  (trad. Olivier de Broca), Livre de poche, 1991, 192 p. (ISBN 978-2-253-05815-1)Inspiré du film Le Cercle des poètes disparus de Peter Weir (1989)